# Aethes pemeantensis
Aethes pemeantensis is een vlinder uit de familie bladrollers (Tortricidae). De wetenschappelijke naam is voor het eerst geldig gepubliceerd in 1985 door Gibeaux.
De soort komt voor in Europa.